# Théorème de Gerschgorin

Exemple de théorème du disque de Gershgorin. Ce diagramme montre les disques en jaune dérivés pour les valeurs propres. Les deux premiers disques se chevauchent et leur union contient deux valeurs propres. Les troisième et quatrième disques sont disjoints et contiennent chacun une valeur propre.

En analyse numérique, le théorème de Gerschgorin est un résultat permettant de borner a priori les valeurs propres d'une matrice carrée. Il a été publié en 1931 par le mathématicien biélorusse Semion Gerschgorin,. Ce résultat est notamment utilisé dans le cas particulier des matrices stochastiques.

## Énoncé
Soit A une matrice complexe de taille n×n, de terme général (aij). Pour chaque indice de ligne i entre 1 et n on introduit le disque de Gerschgorin correspondant
{\displaystyle D_{i}=\left\{z\in \mathbb {C} ,|a_{ii}-z|\leq \sum _{j\neq i}|a_{ij}|\right\}=D(a_{ii},R_{i})~,}
qui constitue effectivement un disque dans le plan complexe, de rayon Ri = Σj ≠ i | aij |.
Théorème — Toute valeur propre de A appartient au moins à l'un des disques de Gerschgorin.
En appliquant le théorème à la matrice transposée de A, une nouvelle information est donnée sur la localisation des valeurs propres : elles se trouvent dans la réunion des disques de Gerschgorin associés aux colonnes
{\displaystyle {\tilde {D}}_{j}=\left\{z\in \mathbb {C} ,|a_{jj}-z|\leq \sum _{i\neq j}|a_{ij}|\right\}=D(a_{jj},{\tilde {R}}_{j})~.}

## Démonstration
Soient λ une valeur propre de A et X = (x1, ..., xn) un vecteur propre associé (noté comme vecteur colonne). Pour tout i compris entre 1 et n, on a
{\displaystyle (AX)_{i}=(\lambda X)_{i}}
d'où
{\displaystyle (\lambda -a_{ii})x_{i}=\sum _{j\neq i}a_{ij}x_{j}}
Choisissons un indice i pour lequel le module de xi est maximal. Puisque X est un vecteur propre, |xi| est non nul et il est alors possible de former le quotient
{\displaystyle |a_{ii}-\lambda |=\left|\sum _{j\neq i}a_{ij}{\frac {x_{j}}{x_{i}}}\right|\leq \sum _{j\neq i}\left|a_{ij}{\frac {x_{j}}{x_{i}}}\right|\leq \sum _{j\neq i}|a_{ij}|}
Une autre démonstration consiste à remarquer que 0 est valeur propre de {\displaystyle A-\lambda I_{n}} et d'utiliser le lemme de Hadamard.